# قطعنامه ۱۵۳۹ شورای امنیت
قطعنامه  ۱۵۳۹ شورای امنیت سازمان ملل متحد که در تاریخ ۲۲ آوریل ۲۰۰۴ تصویب شد، سندی بین‌المللی دربارهٔ استفاده نظامی از کودکان در درگیری‌های مسلحانه است. این قطعنامه طی نشست ۴۹۴۸ام با ۱۵ رای موافق، ۰ مخالف و ۰ ممتنع تصویب شد.